# Orgelbau Wünning

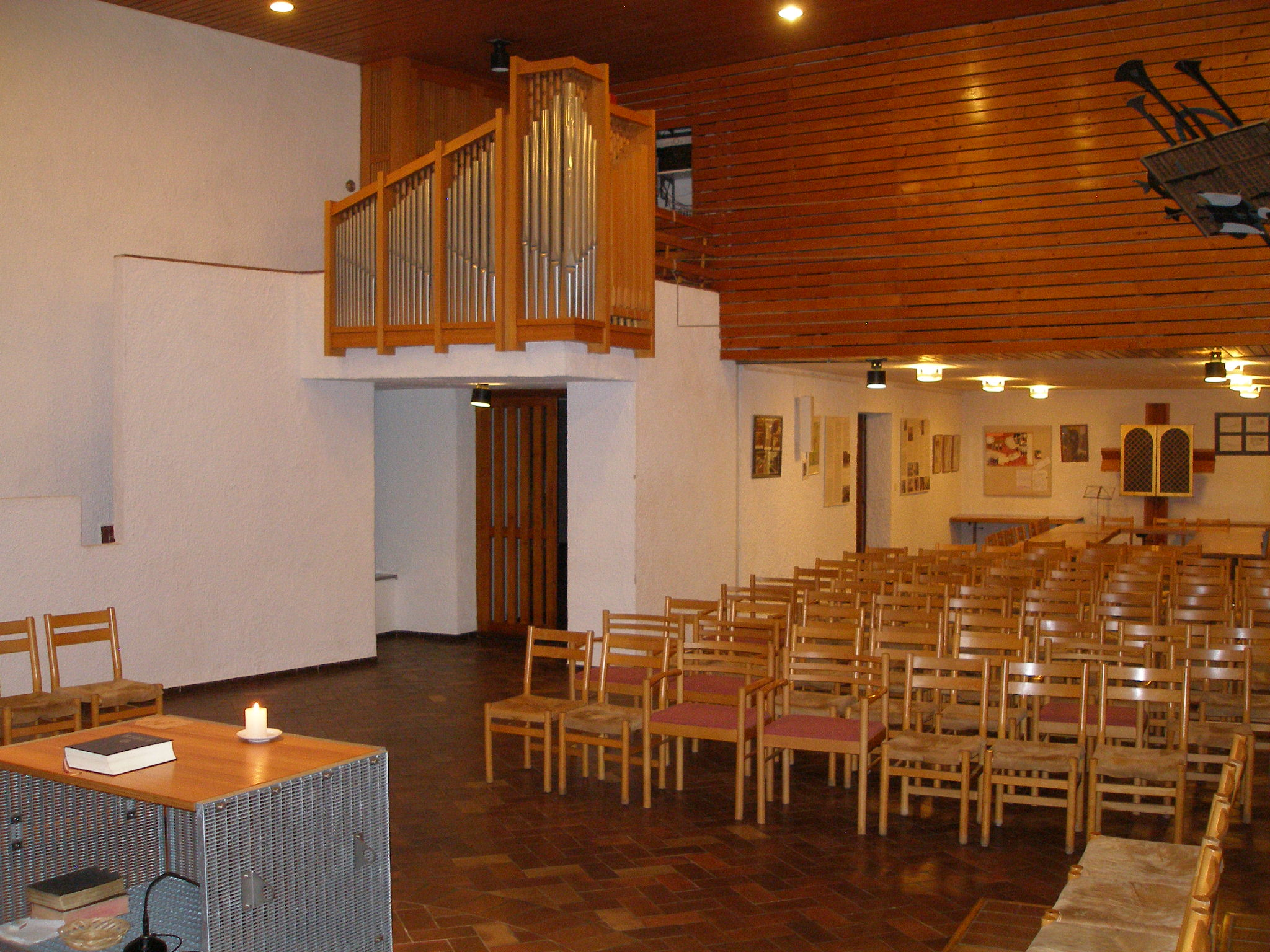
Varhany v pražském kobyliském kostele

Orgelbau Wünning je varhanářská firma z německého Großolbersdorfu založená roku 1983 Georgem Wünningem. Společnost se zabývá rekonstrukcí starých i výstavbou nových varhan. Svůj první nástroj postavila roku 1986 pro kostel v obci Zöblitz. Další nástroje realizovala nejenom v německých městech (například v Lipsku, Flöze nebo Pesterwitz), ale také v zahraničí (kupříkladu varhany v evangelickém kostele U Jákobova žebříku v Praze–Kobylisích).